# 清缶剤
清缶剤（せいかんざい、英: Boiler compound）は、配管内のスケールの発生や腐食を抑制する目的で、ボイラーで循環させる水に添加する薬剤である。

## 成分
水に含まれるカルシウムやマグネシウムなどの硬度成分がスケールとして配管内部に付着することにより熱や圧力の損失、ひいては配管の破裂を引き起こすことがある。硬度成分の結晶を分散させる目的でリグニン、デンプンなどの天然高分子電解質、水質を軟化する目的で炭酸ナトリウムなどが添加される。水中に溶存する酸素は配管の腐食の原因になるため、脱酸素効果を持つ亜硫酸ナトリウムやヒドラジンを含む複合清缶剤も使用される。1955年ごろからはイオン交換膜による水処理が普及し始め、清缶剤の添加目的がスケールの付着防止から腐食防止に重点が置かれるようになり、双方の機能を併せ持つリン酸三ナトリウムも使われるようになったが、1960年代より富栄養化防止など環境対策のためリン酸塩を使用しない処理が求められ、高分子電解質などの利用が増加した。
水に溶存する二酸化炭素は配管の鉄と結合して炭酸水素鉄(II) Fe(HCO3)2 となり、さらに酸素と反応し水酸化鉄(II) Fe(OH)2 として腐食の原因になる。これを防ぐため、アミン類が添加される。